# 1994 en handball
| Années du handball : 1991 - 1992 - 1993 - 1994 - 1995 - 1996 - 1997    |
| Décennies du handball : 1960 - 1970 - 1980 - 1990 - 2000 - 2010 - 2020 |

Cet article présente les faits marquants de l'année 1994 en handball.

## Par mois
- Du 3 au 12 juin : Championnat d'Europe masculin. La Suède remporte cette première édition en battant nettement en finale 34 à 21 la Russie, championne olympique et championne du monde en titre. La Croatie, jeune nation issue de l'ex-Yougoslavie, complète le podium et remporte sa première médaille d'une compétition majeure.
- Septembre : fusion des deux clubs suédois du Vikingarnas IF, trois fois champion de Suède, et du HF Olympia pour former l'OV Helsingborg.
- Du 17 au 25 septembre : Championnat d'Europe féminin. Le Danemark remporte cette première édition en battant l'Allemagne, hôte de la compétition, sur le score de 27 à 23. La Norvège complète le podium.

## Par compétitions

### Championnat d'Europe masculin
|                            | Nation  |
| -------------------------- | ------- |
| Médaille d'or, Europe      | Suède   |
| Médaille d'argent, Europe  | Russie  |
| Médaille de bronze, Europe | Croatie |

La 1re édition du Championnat d'Europe masculin s'est déroulé au Portugal du 3 au 12 juin 1994.
La Suède remporte cette première édition en battant nettement en finale (34 à 21) la Russie, championne olympique et championne du monde en titre. La Croatie, jeune nation issue de l'ex-Yougoslavie, complète le podium et remporte sa première médaille d'une compétition majeure.
À l'issue du tournoi, l'équipe-type désignée est essentiellement composée de Suédois et de Russes, :
- Meilleur joueur : Magnus Andersson,  Suède[3]
- Gardien de but : Tomas Svensson,  Suède
- Ailier gauche : Erik Hajas,  Suède
- Arrière gauche : Vassili Koudinov,  Russie
- Demi-centre : Magnus Andersson,  Suède
- Pivot : Dimitri Torgovanov,  Russie
- Arrière droit : Jan Jørgensen,  Danemark
- Ailier droit : Pierre Thorsson,  Suède

Le Russe Vassili Koudinov termine meilleur buteur avec 50 buts.

### Championnat d'Europe féminin
|                            | Nation    |
| -------------------------- | --------- |
| Médaille d'or, Europe      | Danemark  |
| Médaille d'argent, Europe  | Allemagne |
| Médaille de bronze, Europe | Norvège   |

La 1re édition du Championnat d'Europe féminin s'est déroulé en Allemagne du 17 au 25 septembre 1994, trois mois après le lancement du Championnat d'Europe masculin. Douze nations participent à la compétition.
Le Danemark devient le premier champion d'Europe après sa victoire en finale sur le pays hôte à Berlin, par 27 à 23, devant 4000 spectateurs. La Norvège décroche sa première médaille en remportant la petite finale 24 à 19 face à la Hongrie. 
À l'issue du tournoi, l'équipe-type du tournoi a été désignée, :
- meilleure gardienne : Cecilie Leganger,  Norvège
- meilleure ailière gauche : Silke Fittinger (de),  Allemagne
- meilleure arrière gauche : Ágnes Farkas,  Hongrie
- meilleure demi-centre : Camilla Andersen,  Danemark
- meilleure pivot : Erzsébet Kocsis,  Hongrie
- meilleure arrière droite : Bianca Urbanke (de),  Allemagne
- meilleure ailière droite : Janne Kolling,  Danemark

Avec 48 buts marqués, la Hongroise Ágnes Farkas est la meilleure marqueuse.

### Goodwill Games
|                    | Nation  |
| ------------------ | ------- |
| Médaille d'or      | France  |
| Médaille d'argent  | Russie  |
| Médaille de bronze | Espagne |

La compétition de handball aux Goodwill Games de 1994 s'est déroulée à Saint-Pétersbourg du 23 au 27 juillet 1994. Il s'agit de la troisième et dernière édition de la compétition qui ne comporte qu'un tournoi masculin.
La France remporte la première compétition internationale de son histoire en battant la Russie en finale. L'Espagne complète le podium.

### Championnat panaméricain
|                              | Nation     |
| ---------------------------- | ---------- |
| Médaille d'or, Amérique      | Cuba       |
| Médaille d'argent, Amérique  | Brésil     |
| Médaille de bronze, Amérique | États-Unis |

La 6e édition du Championnat panaméricain s'est déroulé à Santa Maria, au Brésil, du 17 au 24 septembre 1994.
Cuba remporte cette édition, suivi du Brésil et des États-Unis. Ces équipes sont qualifiées pour le Championnat du monde 1995.

### Championnats d'Afrique
|                             | Hommes  | Femmes        |
| --------------------------- | ------- | ------------- |
| Médaille d'or, Afrique      | Tunisie | Angola        |
| Médaille d'argent, Afrique  | Algérie | Côte d'Ivoire |
| Médaille de bronze, Afrique | Égypte  | Algérie       |

La 11e édition des Championnats d'Afrique des nations a eu lieu à Tunis (Tunisie) du 8 au 17 novembre 1994. La compétition réunit les meilleures équipes féminines et masculines de handball en Afrique.
Dans le tournoi féminin, l'Angola remporte son troisième titre dans la compétition en s'imposant en finale (24-18) face à la Côte d'Ivoire. Les deux équipes sont ainsi qualifiées pour le championnat du monde 1995. L'Algérie complète le podium.
Dans le tournoi masculin, la Tunisie s'impose après prolongation face à l'Algérie et remporte son 4e titre dans la compétition. L'Égypte complète le podium.

## Meilleurs handballeurs de l'année 1994
Lors d'un concours organisé pour la première fois par la Fédération internationale de handball en collaboration avec son partenaire Adidas, les lecteurs du World Handball Magazine (magazine officiel de l'IHF) ont élu la Suédoise Mia Hermansson-Högdahl et le Russe Talant Douïchebaïev (plébiscité) meilleurs handballeurs de l'année 1994, :
Douïchebaïev, brillant meneur de jeu technique de la Russie (champion du monde en titre) et de l'équipe espagnole du TEKA Santander (vainqueur de la première édition de la Ligue des champions), s'est imposé avec une large marge devant le Suédois Magnus Andersson (médaille d'or et élu meilleur demi-centre de l'Euro) et le Croate Iztok Puc (médaillé de bronze à l'Euro). En revanche, le vote pour la meilleure joueuse est resté serré jusqu'à la date limite. Finalement, Mia Hermansson-Högdahl, qui fait sensation en équipe nationale suédoise et chez Hypo Niederösterreich (vainqueur de la première édition de la Ligue des champions), a tenu bon devant la Danoise Anja Andersen (Championne d'Europe et vainqueur de la Coupe des coupes) et l'Allemande Bianca Urbanke (de) (finaliste et élue meilleure arrière droite de l'Euro). À noter que seuls Magnus Andersson et Bianca Urbanke (de) font partie de l'équipe-type des Euros et sont nommés à l'élection.
Le palmarès féminin est , :
| Rang | Joueuse                | Nationalité  | Club(s)                       | Poste            | Votes   |
| ---- | ---------------------- | ------------ | ----------------------------- | ---------------- | ------- |
| 1    | Mia Hermansson-Högdahl | Suède        | Hypo Niederösterreich         | Demi-centre      | 130 pts |
| 2    | Anja Andersen          | Danemark     | TuS Walle Brême               | Arrière gauche   | 117 pts |
| 3    | Bianca Urbanke (de)    | Allemagne    | Francfort HC                  | Arrière droite   | 104 pts |
| 4    | Heidi Sundal           | Norvège      | Nordstrand IF ?               | Pivot/arrière    | 078 pts |
| 5    | Natalia Morskova       | Russie       | Mar Valencia                  | Arrière gauche   | 065 pts |
| 6    | Oh Seong-ok            | Corée du Sud | Université nationale du sport | Demi-centre      | 026 pts |
| 7    | Mariann Rácz           | Autriche     | Hypo Niederösterreich         | Gardienne de but | 013 pts |
| 7    | Astrid Seiffert (de)   | Allemagne    | SV 09 Wermelskirchen          | Gardienne de but | 013 pts |
| 7    | Aušra Žukienė          | Lituanie     | Hypo Niederösterreich         | Arrière gauche   | 013 pts |

Le palmarès masculin est , :
| Rang | Joueur              | Nationalité | Club(s)                    | Poste          | Votes   |
| ---- | ------------------- | ----------- | -------------------------- | -------------- | ------- |
| 1    | Talant Douïchebaïev | Russie      | TEKA Santander             | Demi-centre    | 260 pts |
| 2    | Magnus Andersson    | Suède       | HK Drott Halmstad          | Demi-centre    | 065 pts |
| 2    | Iztok Puc           | Croatie     | RK Zagreb / RK Celje       | Arrière gauche | 065 pts |
| 4    | Jackson Richardson  | France      | OM Vitrolles               | Demi-centre    | 052 pts |
| 5    | Marc Baumgartner    | Suisse      | BSV Berne / TBV Lemgo      | Arrière gauche | 039 pts |
| 5    | Lorenzo Rico        | Espagne     | FC Barcelone               | Gardien de but | 039 pts |
| 7    | Mats Olsson         | Suède       | TEKA Santander / Ystads IF | Gardien de but | 013 pts |

## Bilan de la saison 1993-1994 en club

### Coupes d'Europe (clubs)
| Compétition              | Vainqueur             | Finaliste             | Score    |
| ------------------------ | --------------------- | --------------------- | -------- |
| C1 : Ligue des champions | Hypo Niederösterreich | Vasas SC              | 45 – 39  |
| C2 : Coupe des coupes    | TuS Walle Brême       | Spectrum FTC Budapest | 45 – 44  |
| C3 : Coupe de l'EHF      | Viborg HK             | Debreceni VSC         | 44* – 44 |
| C4 : Coupe des Villes    | Buxtehuder SV         | Bækkelagets SK        | 45 – 43  |

* Viborg HK vainqueur selon la règle du nombre de buts marqués à l'extérieur.
| Compétition              | Vainqueur          | Finaliste         | Score   |
| ------------------------ | ------------------ | ----------------- | ------- |
| C1 : Ligue des champions | TEKA Santander     | ABC Braga         | 45 – 43 |
| C2 : Coupe des coupes    | FC Barcelone       | OM Vitrolles      | 46 – 37 |
| C3 : Coupe de l'EHF      | CBM Alzira Avidesa | ASKÖ Linde Linz   | 44 – 41 |
| C4 : Coupe des Villes    | TUSEM Essen        | HK Drott Halmstad | 58 – 43 |

### Saison 1993-1994 en France
| Compétition                 | Vainqueur                        | Second           | Score   |
| --------------------------- | -------------------------------- | ---------------- | ------- |
| Championnat de France masc. | Olympique de Marseille Vitrolles | USAM Nîmes 30    | –       |
| Coupe de France masc.       | USAM Nîmes 30                    | CSM Livry-Gargan | 27 – 13 |
| Championnat de France fém.  | ASPTT Metz                       | USM Gagny 93     | –       |
| Coupe de France fém.        | ASPTT Metz                       | USM Gagny 93     | 20 – 19 |

## Naissances
Parmi les joueurs et joueuses né(e)s en 1994, on trouve notamment :
| Joueurs - 1 janvier : José Toledo, - 29 janvier : João Pedro Silva, - 24 février : Max-Henri Herrmann, - 17 mars : Florian Delecroix, - 5 avril : Nicolas Tournat, | Joueuses - 9 février : Marie Prouvensier, - 22 avril : Xenia Smits, - 28 avril : Déborah Dangueuger, - 4 juillet : Hanna Bredal Oftedal, - 13 décembre : Laura Flippes, |